# Akira Jacobs
Tajon Akira Jacobs (ジェイコブス 晶?, Jacobs Akira Tajon; Yokohama, 13 aprile 2004) è un cestista giapponese.

## Biografia
Suo padre è americano mentre la madre giapponese, pur essendo nato in Giappone, ha vissuto negli Stati Uniti fino ai 16 anni, all'inizio era sua intenzione giocare nei campionati di basket liceali, ma a causa della pandemia da Covid-19 è andato a vivere in Giappone con i nonni, unendosi alla divisione Under-18 della squadra di basket degli Yokoh. B-Corsairs.
Con la Nazionale Under-19 gioca al modiale giovanile di categoria che si tiene in Ungheria nel 2023. Jacobs contribuisce all'impresa storica permettendo alla squadra per la prima volta di piazzarsi tra le prime otto avendo segnato quindici punti contro i pari età dell'Ungheria vincendo agli ottavi di finale per 63-53.